# Коул-Кемп (Міссурі)
Коул-Кемп (англ. Cole Camp) — місто (англ. city) в США, в окрузі Бентон штату Міссурі. Населення — 1104 особи (2020).

## Географія
Коул-Кемп розташований за координатами 38°27′35″ пн. ш. 93°12′8″ зх. д. / 38.45972° пн. ш. 93.20222° зх. д. (38.459643, -93.202099).  За даними Бюро перепису населення США в 2010 році місто мало площу 3,38 км², з яких 3,38 км² — суходіл та 0,00 км² — водойми.

## Демографія
Згідно з переписом 2010 року, у місті мешкала 1121 особа в 492 домогосподарствах у складі 286 родин. Густота населення становила 332 особи/км².  Було 560 помешкань (166/км²).
Расовий склад населення:
| - 98,2 % — білих - 0,3 % — азіатів - 0,1 % — корінних американців |

До двох чи більше рас належало 1,2 %. Частка іспаномовних становила 0,9 % від усіх жителів.
За віковим діапазоном населення розподілялося таким чином: 21,6 % — особи молодші 18 років, 48,9 % — особи у віці 18—64 років, 29,5 % — особи у віці 65 років та старші. Медіана віку мешканця становила 47,3 року. На 100 осіб жіночої статі у місті припадало 80,8 чоловіків;  на 100 жінок у віці від 18 років та старших — 71,0 чоловіків також старших 18 років.
Середній дохід на одне домашнє господарство  становив 43 048 доларів США (медіана — 38 490), а середній дохід на одну сім'ю — 56 001 долар (медіана — 58 026). Медіана доходів становила 34 199 доларів для чоловіків та 31 298 доларів для жінок. За межею бідності перебувало 12,9 % осіб, у тому числі 13,4 % дітей у віці до 18 років та 13,7 % осіб у віці 65 років та старших.
Цивільне працевлаштоване населення становило 669 осіб. Основні галузі зайнятості: освіта, охорона здоров'я та соціальна допомога — 29,0 %, виробництво — 13,8 %, мистецтво, розваги та відпочинок — 12,4 %.